# Eleições autárquicas portuguesas de 2001 nos Açores
| Eleições autárquicas portuguesas de 2001 Distritos: Aveiro \| Beja \| Braga \| Bragança \| Castelo Branco \| Coimbra \| Évora \| Faro \| Guarda \| Leiria \| Lisboa \| Portalegre \| Porto \| Santarém \| Setúbal \| Viana do Castelo \| Vila Real \| Viseu \| Açores \| Madeira |

## Resultados por concelho
Os resultados nos concelhos da Região Autónoma dos Açores foram os seguintes:

### Angra do Heroísmo
| Partido                 | Partido                        | Votos  | %               | +/-   | Vereadores | +/-     |
| ----------------------- | ------------------------------ | ------ | --------------- | ----- | ---------- | ------- |
|                         | Partido Socialista             | 9 341  | 59,47 / 100,00  | 13,98 | 5 / 7      | 1       |
|                         | Partido Social Democrata       | 4 304  | 27,40 / 100,00  | 14,55 | 2 / 7      | 1       |
|                         | Partido Popular                | 1 197  | 7,62 / 100,00   | 1,59  | 0 / 7      | Estável |
|                         | Coligação Democrática Unitária | 426    | 2,71 / 100,00   | 1,65  | 0 / 7      | Estável |
| Votos Inválidos         | Votos Inválidos                | 439    | 2,79 / 100,00   | 0,51  |            |         |
| Total                   | Total                          | 15 707 | 100,00 / 100,00 |       | 7 / 7      |         |
| Eleitorado/Participação | Eleitorado/Participação        | 28 249 | 55,60 / 100,00  | 4,38  |            |         |

### Calheta
| Partido                 | Partido                  | Votos | %               | +/-   | Vereadores | +/- |
| ----------------------- | ------------------------ | ----- | --------------- | ----- | ---------- | --- |
|                         | Partido Social Democrata | 1 297 | 53,22 / 100,00  | 20,47 | 3 / 5      | 1   |
|                         | Partido Socialista       | 945   | 38,78 / 100,00  | 15,68 | 2 / 5      | 1   |
|                         | Partido Popular          | 127   | 5,21 / 100,00   | -     | 0 / 5      | -   |
| Votos Inválidos         | Votos Inválidos          | 68    | 2,79 / 100,00   | 0,43  |            |     |
| Total                   | Total                    | 2 437 | 100,00 / 100,00 |       | 5 / 5      |     |
| Eleitorado/Participação | Eleitorado/Participação  | 3 563 | 68,40 / 100,00  | 4,70  |            |     |

### Corvo
| Partido                 | Partido                  | Votos | %               | +/-   | Vereadores | +/-     |
| ----------------------- | ------------------------ | ----- | --------------- | ----- | ---------- | ------- |
|                         | Partido Popular          | 129   | 44,18 / 100,00  | 32,42 | 2 / 5      | 2       |
|                         | Partido Socialista       | 89    | 30,48 / 100,00  | 11,06 | 2 / 5      | Estável |
|                         | Partido Social Democrata | 71    | 24,32 / 100,00  | 20,17 | 1 / 5      | 2       |
| Votos Inválidos         | Votos Inválidos          | 3     | 1,02 / 100,00   | 1,19  |            |         |
| Total                   | Total                    | 292   | 100,00 / 100,00 |       | 5 / 5      |         |
| Eleitorado/Participação | Eleitorado/Participação  | 350   | 83,43 / 100,00  | 0,50  |            |         |

### Horta
| Partido                 | Partido                        | Votos  | %               | +/-   | Vereadores | +/-     |
| ----------------------- | ------------------------------ | ------ | --------------- | ----- | ---------- | ------- |
|                         | Partido Socialista             | 3 490  | 46,40 / 100,00  | 0,50  | 4 / 7      | Estável |
|                         | Partido Social Democrata       | 2 876  | 38,24 / 100,00  | 12,61 | 3 / 7      | 1       |
|                         | Coligação Democrática Unitária | 824    | 10,96 / 100,00  | 11,30 | 0 / 7      | 1       |
|                         | Partido Popular                | 146    | 1,94 / 100,00   | 1,18  | 0 / 7      | Estável |
| Votos Inválidos         | Votos Inválidos                | 185    | 2,46 / 100,00   | 0,37  |            |         |
| Total                   | Total                          | 7 521  | 100,00 / 100,00 |       | 7 / 7      |         |
| Eleitorado/Participação | Eleitorado/Participação        | 11 664 | 64,48 / 100,00  | 2,53  |            |         |

### Lagoa
| Partido                 | Partido                        | Votos  | %               | +/-  | Vereadores | +/-     |
| ----------------------- | ------------------------------ | ------ | --------------- | ---- | ---------- | ------- |
|                         | Partido Socialista             | 2 895  | 57,42 / 100,00  | 1,50 | 3 / 5      | Estável |
|                         | Partido Social Democrata       | 1 723  | 34,17 / 100,00  | 3,58 | 2 / 5      | Estável |
|                         | Partido Popular                | 144    | 2,86 / 100,00   | 0,75 | 0 / 5      | Estável |
|                         | Coligação Democrática Unitária | 97     | 1,92 / 100,00   | 0,83 | 0 / 5      | Estável |
| Votos Inválidos         | Votos Inválidos                | 183    | 3,63 / 100,00   | 0,49 |            |         |
| Total                   | Total                          | 5 042  | 100,00 / 100,00 |      | 5 / 5      |         |
| Eleitorado/Participação | Eleitorado/Participação        | 10 088 | 49,98 / 100,00  | 0,84 |            |         |

### Lajes das Flores
| Partido                 | Partido                        | Votos | %               | +/-   | Vereadores | +/-     |
| ----------------------- | ------------------------------ | ----- | --------------- | ----- | ---------- | ------- |
|                         | Partido Social Democrata       | 640   | 64,06 / 100,00  | 16,16 | 4 / 5      | 1       |
|                         | Partido Socialista             | 206   | 20,62 / 100,00  | 4,60  | 1 / 5      | Estável |
|                         | Coligação Democrática Unitária | 126   | 12,61 / 100,00  | 10,36 | 0 / 5      | 1       |
| Votos Inválidos         | Votos Inválidos                | 27    | 2,70 / 100,00   | 0,74  |            |         |
| Total                   | Total                          | 999   | 100,00 / 100,00 |       | 5 / 5      |         |
| Eleitorado/Participação | Eleitorado/Participação        | 1 291 | 77,38 / 100,00  | 1,13  |            |         |

### Lajes do Pico
| Partido                 | Partido                  | Votos | %               | +/-  | Vereadores | +/-     |
| ----------------------- | ------------------------ | ----- | --------------- | ---- | ---------- | ------- |
|                         | Partido Social Democrata | 1 955 | 59,84 / 100,00  | 7,65 | 3 / 5      | 1       |
|                         | Partido Socialista       | 1 174 | 35,94 / 100,00  | 8,67 | 2 / 5      | 1       |
|                         | Partido Popular          | 69    | 2,11 / 100,00   | 1,43 | 0 / 5      | Estável |
| Votos Inválidos         | Votos Inválidos          | 69    | 2,11 / 100,00   | 0,41 |            |         |
| Total                   | Total                    | 3 267 | 100,00 / 100,00 |      | 5 / 5      |         |
| Eleitorado/Participação | Eleitorado/Participação  | 4 446 | 73,48 / 100,00  | 2,61 |            |         |

### Madalena
| Partido                 | Partido                        | Votos | %               | +/-  | Vereadores | +/-     |
| ----------------------- | ------------------------------ | ----- | --------------- | ---- | ---------- | ------- |
|                         | Partido Social Democrata       | 2 127 | 59,55 / 100,00  | 8,24 | 3 / 5      | Estável |
|                         | Partido Socialista             | 1 256 | 35,16 / 100,00  | 7,25 | 2 / 5      | Estável |
|                         | Coligação Democrática Unitária | 62    | 1,74 / 100,00   | 0,35 | 0 / 5      | Estável |
|                         | Partido Popular                | 52    | 1,46 / 100,00   | 4,71 | 0 / 5      | Estável |
| Votos Inválidos         | Votos Inválidos                | 75    | 2,10 / 100,00   | 0,62 |            |         |
| Total                   | Total                          | 3 572 | 100,00 / 100,00 |      | 5 / 5      |         |
| Eleitorado/Participação | Eleitorado/Participação        | 4 719 | 75,69 / 100,00  | 4,97 |            |         |

### Nordeste
| Partido                 | Partido                  | Votos | %               | +/-   | Vereadores | +/-     |
| ----------------------- | ------------------------ | ----- | --------------- | ----- | ---------- | ------- |
|                         | Partido Social Democrata | 1 947 | 54,39 / 100,00  | 10,91 | 3 / 5      | 1       |
|                         | Partido Socialista       | 1 464 | 40,89 / 100,00  | 11,83 | 2 / 5      | 1       |
|                         | Partido Popular          | 68    | 1,90 / 100,00   | 1,01  | 0 / 5      | Estável |
| Votos Inválidos         | Votos Inválidos          | 101   | 2,82 / 100,00   | 0,09  |            |         |
| Total                   | Total                    | 3 580 | 100,00 / 100,00 |       | 5 / 5      |         |
| Eleitorado/Participação | Eleitorado/Participação  | 4 874 | 73,45 / 100,00  | 6,83  |            |         |

### Ponta Delgada
| Partido                 | Partido                        | Votos  | %               | +/-  | Vereadores | +/-     |
| ----------------------- | ------------------------------ | ------ | --------------- | ---- | ---------- | ------- |
|                         | Partido Social Democrata       | 12 415 | 50,66 / 100,00  | 1,09 | 5 / 9      | Estável |
|                         | Partido Socialista             | 9 785  | 39,93 / 100,00  | 1,64 | 4 / 9      | Estável |
|                         | Coligação Democrática Unitária | 957    | 3,91 / 100,00   | 0,70 | 0 / 9      | Estável |
|                         | Partido Popular                | 599    | 2,44 / 100,00   | 0,32 | 0 / 9      | Estável |
|                         | Bloco de Esquerda              | 226    | 0,92 / 100,00   | Novo | 0 / 9      | Novo    |
| Votos Inválidos         | Votos Inválidos                | 525    | 2,14 / 100,00   | 0,17 |            |         |
| Total                   | Total                          | 24 507 | 100,00 / 100,00 |      | 9 / 9      |         |
| Eleitorado/Participação | Eleitorado/Participação        | 50 954 | 48,10 / 100,00  | 8,35 |            |         |

### Povoação
| Partido                 | Partido                        | Votos | %               | +/-  | Vereadores | +/-     |
| ----------------------- | ------------------------------ | ----- | --------------- | ---- | ---------- | ------- |
|                         | Partido Social Democrata       | 1 692 | 46,66 / 100,00  | 4,58 | 3 / 5      | 1       |
|                         | Partido Socialista             | 1 670 | 46,06 / 100,00  | 8,25 | 2 / 5      | 1       |
|                         | Partido Popular                | 87    | 2,40 / 100,00   | -    | 0 / 5      | -       |
|                         | Coligação Democrática Unitária | 49    | 1,35 / 100,00   | 0,44 | 0 / 5      | Estável |
| Votos Inválidos         | Votos Inválidos                | 128   | 3,53 / 100,00   | 0,84 |            |         |
| Total                   | Total                          | 3 626 | 100,00 / 100,00 |      | 5 / 5      |         |
| Eleitorado/Participação | Eleitorado/Participação        | 5 363 | 67,61 / 100,00  | 4,03 |            |         |

### Ribeira Grande
| Partido                 | Partido                        | Votos  | %               | +/-  | Vereadores | +/-     |
| ----------------------- | ------------------------------ | ------ | --------------- | ---- | ---------- | ------- |
|                         | Partido Social Democrata       | 5 294  | 47,57 / 100,00  | 2,26 | 4 / 7      | Estável |
|                         | Partido Socialista             | 4 979  | 44,73 / 100,00  | 4,99 | 3 / 7      | Estável |
|                         | Partido Popular                | 244    | 2,19 / 100,00   | 2,29 | 0 / 7      | Estável |
|                         | Bloco de Esquerda              | 225    | 2,02 / 100,00   | Novo | 0 / 7      | Novo    |
|                         | Coligação Democrática Unitária | 125    | 1,12 / 100,00   | 0,19 | 0 / 7      | Estável |
| Votos Inválidos         | Votos Inválidos                | 263    | 2,36 / 100,00   | 0,46 |            |         |
| Total                   | Total                          | 11 130 | 100,00 / 100,00 |      | 7 / 7      |         |
| Eleitorado/Participação | Eleitorado/Participação        | 20 048 | 55,52 / 100,00  | 9,00 |            |         |

### Santa Cruz da Graciosa
| Partido                 | Partido                  | Votos | %               | +/-  | Vereadores | +/-     |
| ----------------------- | ------------------------ | ----- | --------------- | ---- | ---------- | ------- |
|                         | Partido Social Democrata | 1 541 | 57,14 / 100,00  | 7,21 | 3 / 5      | Estável |
|                         | Partido Socialista       | 1 004 | 37,23 / 100,00  | 4,34 | 2 / 5      | Estável |
|                         | Partido Popular          | 78    | 2,89 / 100,00   | 2,28 | 0 / 5      | Estável |
| Votos Inválidos         | Votos Inválidos          | 74    | 2,75 / 100,00   | 0,10 |            |         |
| Total                   | Total                    | 2 697 | 100,00 / 100,00 |      | 5 / 5      |         |
| Eleitorado/Participação | Eleitorado/Participação  | 3 917 | 68,85 / 100,00  | 5,77 |            |         |

### Santa Cruz das Flores
| Partido                 | Partido                        | Votos | %               | +/-   | Vereadores | +/-     |
| ----------------------- | ------------------------------ | ----- | --------------- | ----- | ---------- | ------- |
|                         | Partido Socialista             | 508   | 34,32 / 100,00  | 28,37 | 2 / 5      | 2       |
|                         | Partido Popular                | 446   | 30,14 / 100,00  | 0,50  | 2 / 5      | Estável |
|                         | Partido Social Democrata       | 402   | 27,16 / 100,00  | 12,04 | 1 / 5      | 1       |
|                         | Coligação Democrática Unitária | 95    | 6,42 / 100,00   | 15,99 | 0 / 5      | 1       |
| Votos Inválidos         | Votos Inválidos                | 29    | 1,96 / 100,00   | 0,15  |            |         |
| Total                   | Total                          | 1 480 | 100,00 / 100,00 |       | 5 / 5      |         |
| Eleitorado/Participação | Eleitorado/Participação        | 1 834 | 80,70 / 100,00  | 8,76  |            |         |

### São Roque do Pico
| Partido                 | Partido                        | Votos | %               | +/-   | Vereadores | +/-     |
| ----------------------- | ------------------------------ | ----- | --------------- | ----- | ---------- | ------- |
|                         | Partido Social Democrata       | 1 060 | 49,72 / 100,00  | 17,96 | 3 / 5      | 1       |
|                         | Partido Socialista             | 937   | 43,95 / 100,00  | 18,47 | 2 / 5      | 1       |
|                         | Partido Popular                | 51    | 2,39 / 100,00   | 0,64  | 0 / 5      | Estável |
|                         | Coligação Democrática Unitária | 30    | 1,41 / 100,00   | 0,25  | 0 / 5      | Estável |
| Votos Inválidos         | Votos Inválidos                | 54    | 2,53 / 100,00   | 0,12  |            |         |
| Total                   | Total                          | 2 132 | 100,00 / 100,00 |       | 5 / 5      |         |
| Eleitorado/Participação | Eleitorado/Participação        | 2 864 | 74,44 / 100,00  | 1,36  |            |         |

### Velas
| Partido                 | Partido                        | Votos | %               | +/-  | Vereadores | +/-     |
| ----------------------- | ------------------------------ | ----- | --------------- | ---- | ---------- | ------- |
|                         | Partido Social Democrata       | 1 595 | 50,51 / 100,00  | 8,41 | 3 / 5      | 1       |
|                         | Partido Socialista             | 1 067 | 33,79 / 100,00  | 7,57 | 2 / 5      | 1       |
|                         | Partido Popular                | 319   | 10,10 / 100,00  | 1,37 | 0 / 5      | Estável |
|                         | Coligação Democrática Unitária | 52    | 1,65 / 100,00   | 0,84 | 0 / 5      | Estável |
|                         | Bloco de Esquerda              | 34    | 1,08 / 100,00   | Novo | 0 / 5      | Novo    |
| Votos Inválidos         | Votos Inválidos                | 91    | 2,88 / 100,00   | 0,31 |            |         |
| Total                   | Total                          | 3 158 | 100,00 / 100,00 |      | 5 / 5      |         |
| Eleitorado/Participação | Eleitorado/Participação        | 4 509 | 70,04 / 100,00  | 5,98 |            |         |

### Vila do Porto
| Partido                 | Partido                        | Votos | %               | +/-  | Vereadores | +/-     |
| ----------------------- | ------------------------------ | ----- | --------------- | ---- | ---------- | ------- |
|                         | Partido Socialista             | 1 402 | 57,65 / 100,00  | 8,06 | 3 / 5      | Estável |
|                         | Partido Social Democrata       | 898   | 36,92 / 100,00  | 7,57 | 2 / 5      | Estável |
|                         | Partido Popular                | 38    | 1,56 / 100,00   | 1,74 | 0 / 5      | Estável |
|                         | Coligação Democrática Unitária | 37    | 1,52 / 100,00   | 0,11 | 0 / 5      | Estável |
| Votos Inválidos         | Votos Inválidos                | 57    | 2,34 / 100,00   | 0,10 |            |         |
| Total                   | Total                          | 2 432 | 100,00 / 100,00 |      | 5 / 5      |         |
| Eleitorado/Participação | Eleitorado/Participação        | 4 511 | 53,91 / 100,00  | 4,20 |            |         |

### Vila Franca do Campo
| Partido                 | Partido                        | Votos | %               | +/-   | Vereadores | +/-     |
| ----------------------- | ------------------------------ | ----- | --------------- | ----- | ---------- | ------- |
|                         | Partido Social Democrata       | 2 775 | 52,61 / 100,00  | 5,18  | 3 / 5      | Estável |
|                         | Partido Socialista             | 1 560 | 29,57 / 100,00  | 11,14 | 1 / 5      | 1       |
|                         | Partido Popular                | 790   | 14,98 / 100,00  | 7,59  | 1 / 5      | 1       |
|                         | Coligação Democrática Unitária | 37    | 0,70 / 100,00   | 0,64  | 0 / 5      | Estável |
| Votos Inválidos         | Votos Inválidos                | 113   | 2,14 / 100,00   | 0,98  |            |         |
| Total                   | Total                          | 5 275 | 100,00 / 100,00 |       | 5 / 5      |         |
| Eleitorado/Participação | Eleitorado/Participação        | 8 402 | 62,78 / 100,00  | 8,07  |            |         |

### Vila Praia da Vitória
| Partido                 | Partido                        | Votos  | %               | +/-   | Vereadores | +/-     |
| ----------------------- | ------------------------------ | ------ | --------------- | ----- | ---------- | ------- |
|                         | Partido Social Democrata       | 4 927  | 48,08 / 100,00  | 11,01 | 4 / 7      | Estável |
|                         | Partido Socialista             | 4 247  | 41,45 / 100,00  | 15,83 | 3 / 7      | 1       |
|                         | Partido Popular                | 791    | 7,72 / 100,00   | 4,55  | 0 / 7      | 1       |
|                         | Coligação Democrática Unitária | 108    | 1,05 / 100,00   | 0,17  | 0 / 7      | Estável |
| Votos Inválidos         | Votos Inválidos                | 174    | 1,70 / 100,00   | 0,44  |            |         |
| Total                   | Total                          | 10 247 | 100,00 / 100,00 |       | 7 / 7      |         |
| Eleitorado/Participação | Eleitorado/Participação        | 17 010 | 60,24 / 100,00  | 6,94  |            |         |